# Brennos
Brennos byl jedním z keltských kmenových vůdců, který vedl svá vojska do Řecka.
V roce 280 př. n. l. vpadl jako velitel jednoho z proudů keltské invaze do Peonie a Dardanie (dnešní Kosovo a Severní Makedonie). Jeho armáda čítající na 65 000 mužů se roku 279 př. n. l. probojovala k Delfám, které obsadila poté, co Brennos porazil athénsko-fócké vojsko u Thermopyl a Oity. Byl vážně raněn a donucen se stáhnout do jižní Makedonie. V Héráklei pak spáchal sebevraždu, snad kvůli ztrátě vůdčí pozice nebo kvůli svému zranění.